# 3Д штампа
3Д штампа је модерна технологија производње тродимензионалних објеката. У тродимензионалној штампи објекат се креира сукцесивним наношењем слојева материјала. 3Д штампа представља генерално брже, јефтиније и лакше решење од других технологија производње 3Д објеката. Омогућава израду макета делова и склопова од више различитих материјала, различитих механичких и физичких својстава у јединственом процесу. Ова технологија производи моделе који верно опонашају изглед, утисак и функционалност производа прототипа. У последњих неколико година 3Д штампачи су постали финансијски доступни малим и средњим предузећима, чиме се израда прототипа помера из тешке индустрије и у канцеларијско окружење. Сада је могуће и истовремено уклапање различитих врста материјала. Осим израде прототипова, 3Д штампачи нуде велики потенцијал за производњу различитих апликација у области производње накита, обуће, индустријског дизајна, архитектуре, аутомобилске индустрије, авио, стоматолошке и медицинске индустрије.

## Историја
Амерички изумитељ Chuck Hull je 1986 одштампао први тродимензионални предмет. У питању је била пластична шоља направљена техником стереолитографије (стврдњавање пластичне смоле под дејством светлости). Три године касније Хал је патентирао ову технику и основао компанију 3D Systems. Данас је она једна од водећих компанија на свету у пољу 3Д штампања. У овој компанији развијен је први формат за 3Д штампање – STL (од термина стереолитографија). Крајем осамдесетих година, Скот Крамп је поставио основе за моделирање спајањем наношених слојева FDM (Fused Deposition Modeling). Крамп је патентирао ову технику и основао компанију Stratasys. Ово је једна од најзаслужнијих техника за експанзију 3Д штампања у свету. Крајем прошле године, Stratasys се спојио са компанијом Objet још једним великим играчем у свету 3Д штампе. Ирска компанија „Mcor Technologies“ од средине прошле деценије ради на усавршавању процеса ламиновања разних материјала за стварање тродимензионалних објеката. Уређаји једноставно исецају танке слојеве папира, метала или пластике и лепе их једне на друге. Њихова машина „Mcor IRIS“ користи класичан папир A4 формата за 3Д штампу, а сваки слој може да се обоји пре лепљења, тако да финални слој није ограничен на једну или неколико боја као што је случај код већине техника 3Д штампе. Управо због тога што се користи обичан папир, многе фотокопирнице широм света почеле су да нуде услуге 3Д штампања на овом уређају. Средином осамдесетих година 20. века на Универзитету Коронел под покровитељством америчке агенције за истраживање напредних војних пројеката (DARPA, Defense Advanced Research Projects Agency), настала је техника синтеровања (спајање праха у чврсте објекте). Код ове технике може да се користи широк спектар материјала у праху, од метала преко пластике и керамике. Само спајање праха врши се под дејством енергетског зрака, најчешће ласера, али могу да се користе и електронски снопови као и фокусирани топлотни извори. Професори који су осмислили и патентирали ову технику основали су компанију „DTM“. Године 2001. Највећи конкурент „DTM-a“, „3D Systems“, купио је компанију заједно са свим њеним патентима. И поред свих очигледних предности ови штампачи су и даље били намењени само компанијама и дуго времена нико није замишљао да би људи уз свој кућни рачунар желели да имају и 3Д штампач, све до 2005. године. Инспирисани развојем рачунара „Atlair 8800“, студенти са Универзитета Корнел покренули су пројекат „Fab@Home“, чији је циљ био дизајн „open source“ система за 3Д штампање, који би људи могли сами да направе код куће. Као резултати овог пројекта појавили су се планови за израду два различита модела. Исте године када је и „Fab@Home“, започео је и пројекат РепРап са још амбициознијим циљем – да се направи 3Д штампач који је у стању да сам себи прави компоненте и резервне делове! Уређаји из оба пројекта користе технику FDM (преименовану из правних разлога у FFF – Fused Fillament Fabrication). Термопластика се загрева кроз специјалну млазницу и наноси на подлогу слој по слој док предмет не буде заврешн.„Fab@Home“ и RepRap и данас постоје. Њихова искуства можете и сами искористити да саставите 3Д штампач. Ипак наслеђе ових пројеката је прешло у комерцијални домен. По истеку важности првих патената за FDM технологију 2009. Године основана је компанија MakerBot, чији су штампачи намењени онима који код куће желе да се баве моделима и техником. MakerBot-ови уређаји продају се као комплети које корисници сами склапају у готов штампач, самим тим су јефтинији и приступачнији ширем кругу људи.

## Технике 3Д штампања
По техници 3Д штампања можемо разликовати технологије
1. Inkjet
2. Fused Deposition Modeling (FDM)
3. Стереолитографија
4. Селективно ласерско синтеровање (SLS)
5. Производња објеката ламинацијом (LOM)

### Inkjet
Један од основних начина 3Д штампе је у ствари надоградња на класичан Inkjet. штампач. Модел се прави један по један слој (од гипса или смоле), а inkjet распршује везивно средство у облику модела који се штампа. Ова технологија је једина са којом је могуће штампање прототипа у пуној боји

### Fused Deposition Modeling (FDM)
Овом методом, слојеви се добијају тако што млазница истискује танко влакно истопљене термопластике на површину за штампу. Слојеви се праве укрштено, тј. сваки слој се истискује под углом од 90° у односу на претходни (слика 2.2). Тиме се постиже чврстина завршног модела. Могуће је користити неколико различитих материјала за штампу, са различитим карактеристикама, у чврстини и температурним особинама. Данас постоје и материјали који су растворљиви у води. Они се могу користити приликом штампе као привремена подршка за одређене делове. Ово је тренутно најраспрострањенији вид 3Д штампе.

### Стереолитографија
У стереолитографији модели се производе тако што зрак UV (ултра љубичастог) светла прелази преко базена са фотоосетљивом течношћу (слика 3). У току израде модел се спушта у кадицу слој по слој, док се не добије финални производ. Још једна предност ове врсте технологије 3Д штампе је висок ниво детаља и обраде завршне површине. Једна од главних предности ове методе штампања је њена брзина. У овој технологији исти модели се производе и до 5 пута брже него у свим осталим техникама. У овој технологији је интересантно откривање завршног производа. Након што је штампање дела завршено, Он се лагано уздиже из кадице са раствором фотополимера од кога је и направљен. Ово је много једноставније од ломљена вишка конструктивних елемената, које је неизоставно код осталих видова штампе.

### Селективно ласерско синтеровање (SLS)
Ова метода је спој 3Д штампе и ласера. Процес је сличан стереолитографији, са разликом што је UV светло замењено ласером, а базен са фотополимером са прашкастим материјалом. Главна предност SLS је могућност да се делови производе од широког дијапазона материјала, пластике, керамике i метала.

### Производња објеката ламинацијом (LOM)
Овде се користе слојеви материјала (обично папира или пластике) исечени ласером или сечивом, који се након тога спајају лепком. Једна од најновијих машина овог типа је Mcor Matrix, која користи обичан A4 папир и лепак на воденој бази. Овоме се постиже много мања цена израде модела, без штетних утицаја на животну средину.

## Примена 3Д штампача
1. Израда прототипова
2. Штампане куће
3. Прављење хране
4. Медицина
5. Свемир

### Израда прототипова
Једна од највећих примена увек ће бити, коришћење при изради прототипова нових уређаја и предмета, где је дизајнерима омогућено да предмете које су замислили и нацртали држе у рукама за неколико сати уместо да чекају на израду и изливање предмета скупом технологијом калупа

### Штампане куће
Компанија WinSun из источне Кине одштампала је у једном дану 10 кућа у пуној величини, користећи 3Д штампач. У том поступку коришћен је цемент који се брзо суши, али су творци опрезни и још увек не откривају тајну ове нове технологије. Компанија је куће правила у штампачу ширине 10 метара и висине 6,6. Зидови су прављени слој по слој од цемента и уситњеног грађевинског отпада. Проналазач штампача „Ma Jihe“ је казао да је за добијање природног камена потребно ископати блокове и уситнити га у делове. Овај комплетан процес утиче на животну средину. И поред тога што му је за креирање 3Д штампача требало 12 година, Јихе је изјавио да ће овај процес бити колико еколошки, тако и економски исплатив. Са његовим 3Д штампачем се рециклира рударски отпад и претвара у употребљиве материјале. Крајњи циљ је да њихов штампач може да одштампа сваки дигитални облик који им буду донели њихови клијенти, по приступачној цени. Коришћење ових технологија смањује изложеност грађевинског радника прашини, а провера квалитета штампаних зграда спроводиће се независно за сваки објекат. Ове нове 3Д куће још увек нису обухваћене кинеским законодавством. Тренутна серија кућа је једноспратне структуре, а компанија се нада да ће исту технологију моћи да примене и на изградњу небодера.
У Амстердаму 100 година након што су богати трговци кренули да граде, узане куће од цигле које Амстердаму дају његов карактеристични печат, холандске архитекте помоћу 3Д штампача праве савремену верзију куће поред канала тако што производе пластичне компоненте и склапају их попут Лего коцки. Према речима Хедвига Хајнсмана из архитектонског студија „Dus”, главни циљ покретања овог демонстрационог пројекта није штампање целе куће, већ њених делова. Ови делови ће пратећи развој 3Д-штампања током периода од три године, вероватно бити више пута мењани, дорађивани и усавршавани. Сврха овог пројекта, је пре свега, да се открију могућности примене 3Д штампања у грађевинарству – производњом нових материјала, и техника изградње. „Једини начин да то сазнамо јесте да то направимо”, kaže Хајнсманова супруга, која замишља будућност у којој ће свако за себе правити јединствене архитектонске облике на лицу места, или бирати готове архитектонске пројекте у интернет продавници. У средишту пројекта је 6 метара висок штампач “Kamermaker” (директан превод градитељ просторија). Реч је о увећаној верзији кућног 3Д штампача који производи “Ultimaker”, популарна међу онима који се из хобија баве 3Д штампањем. Да би, слој по слој, одштампао један блок у облику пчелињег саћа, “Kamermakeru” је потребно око недељу дана. Први одштампани блок, који чини један угао зграде и део степеништа, био је тежак 180 килограма. Идеја је да касније ови блокови буду испуњени неком врстом пенастог материјала, који је још у фази развоја, а који ће моћи да се стегне попут бетона. Он ће блоковима дати додатну тежину и повезати их у једну целину. Ово „Градилиште” на северу Амстердама је и изложба, који заинтересовани могу да посете за 2,50€.

### Прављење хране
Компанија ChocaByte из Сиднеја основана је прошле године са циљем да направи 3Д штампач који штампа предмете од чоколаде. Овај штампач ради на веома једноставном принципу користећи FDM, и израђује предмете максималних димензија 5,8 x 2,54 x 2,54 cm. Корисници могу да бирају између 100 унапред спремљених шаблона, а за израду предмета потребно је имати посебне кертриџе који коштају између 4 и 6 долара.
Апарат за домаћинство Fudini ускоро би нам свима могао омогућити да уживамо у својим омиљеним јелима из 3Д штампача. Произвођачи овог уређаја, за свој производ тврде да представља савршен спој, хране, уметности и дизајна. За овај уређај кажу да може да направи било шта. Од чоколадних штанглица до равиола. Очекује се да ће се овај уређај наћи у продаји у наредним месецима, по цени од око 100€. Његова пуњења чине капсуле напуњене свежим састојцима од којих се жељено јело спрема. Корисник затим бира изглед хране, а она се штампа тако што се у слојевима наносе различити састојци.
Компанија „Natural machines”, која је развила ову машину, предлаже и коришћење, уређаја од стране родитеља који желе да обрадују своје најмлађе штампајући храну у облику животиња или ликова из цртаћа. Линет Кучма, једна од оснивача компаније је и бивши менаџер за јавност компаније „Microsoft”. Она открива да се произвођач нада да ће му главне муштерије бити домаћинства и ресторани, а интересовање су показале и продавнице хране на мало, неке желе да продају храну коју би одштампале, а друге желе да продају различита пуњења за штампаче. Ипак „Fudini” још увек има својих ограничења. Оне не обавља аутоматски сав посао у кухињи, и заправо не кува храну. Ако имате све састојке и знате да припремите оброк, то ће сигурно још неко време бити много боље. Главна предност Fudini-ја, је да он чини храну лепшом и занимљивијом.

### Медицина
Британска компанија „Fripp Design”. Архивирано из оригинала 27. 11. 2020. г. започела је револуцију у свету реконструктивне хирургије коришћењем технологије 3Д штампања. Техника ове компаније из Шефилда подразумева прикупљање 3Д података применом безболне фотограметрије. Ова техника низом камера прави слике, а затим их спаја у јединствен 3Д модел. Ови подаци се потом укрштају са магнетном резонанцом и компјутерском фотографијом како би се постигло савршено уклапање са лицем особе за коју се прави протеза. Овако се могу креирати нови делови тела уместо оштећених. Новим органима могуће је додавати чак и поре и младеже како би изгледали што реалније.
Поступак репарације увета, започео би коришћењем одраза другог увета, или фотограметријом, увета, неког од чланова породице. Цео процес стварања дигиталног модела траје неколико сати, а штампање је готово за неколико дана. Процес самог штампања је посебно осетљив, с обзиром да је јако тешко постићи изглед идентичан органском ткиву. Са друге стране, причвршћивање новог дела тела је једноставно коришћењем неке од већ познатих техника којима се служе хирурзи.
Ерик Морган (60), који је изгубио пола лица након што је оболео од рака данас може разговетно да говори, једе и пије захваљујући новом лицу са 3 штампача. Моргену је одстрањена готово цела лева страна лица, Након што му је откривен агресивни тумор. Четири године касније он је добио ново протетичко лице. Његово ново лице, прво те врсте у Великој Британији, направљено је применом технологије 3Д штампања. На основу дигиталних снимака на основу одраза неоштећене стране лица начињене су слике како би лице требало да изгледа. Након тога је 3Д штампач, слој по слој направио најлонски калуп који је употребљен за израду протезе.
Хирурзи су недавно објавили да су успели да 75% лица замене имплантима који су направљени 3Д штампањем. На основу начињених снимака направљени су модели импланта. Потом су импланти направљени уз помоћ 3Д штампача у компанији “Oxford Performance Materials” у Конектикату слагањем посебних слојева нове врсте пластике полиетеркетонкетанона (PEKK). Пацијент је успешно оперисан 4. марта 2014 године и то је први такав случај у Америци од када је средином фебруара 2014 одобрено коришћење оваквих импланата.

### 3Д штампачи у свемиру
Америчка свемирска агенција NASA објавила је да је успела да успешно одштампа први 3Д објекат у свемиру. Овиме ће се драстично смањити трошкови за слање делова и алата јер ће их на станици производити од пластичних нити. Овај апарат у свемирској технологији из NASA је малих димензија, величине тостера. У лабораторијама NASA, на 3Д штампачима се праве и мали сателити као и резервни делови и делови ракета који могу да издрже екстремне температуре. Котури пластичних нити могли би да замене мноштво до сада потребних алата и делова опреме чије је слање у свемир до сада било неопходно. Предстојаће тестирање 3Д штампача на свемирској станици показаће где су границе ове технологије.